# Tempel von Bziza

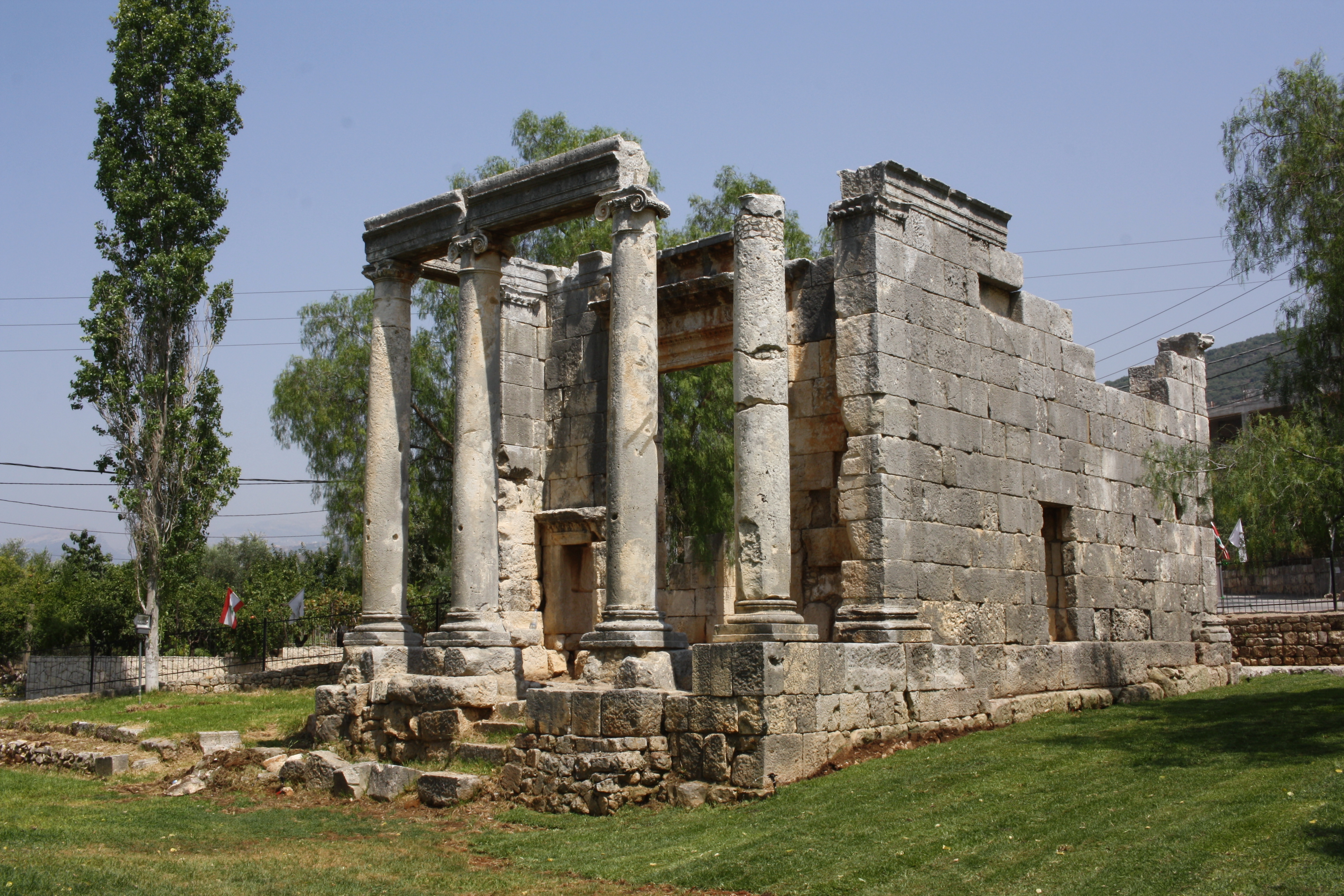
Der Tempel von Bziza

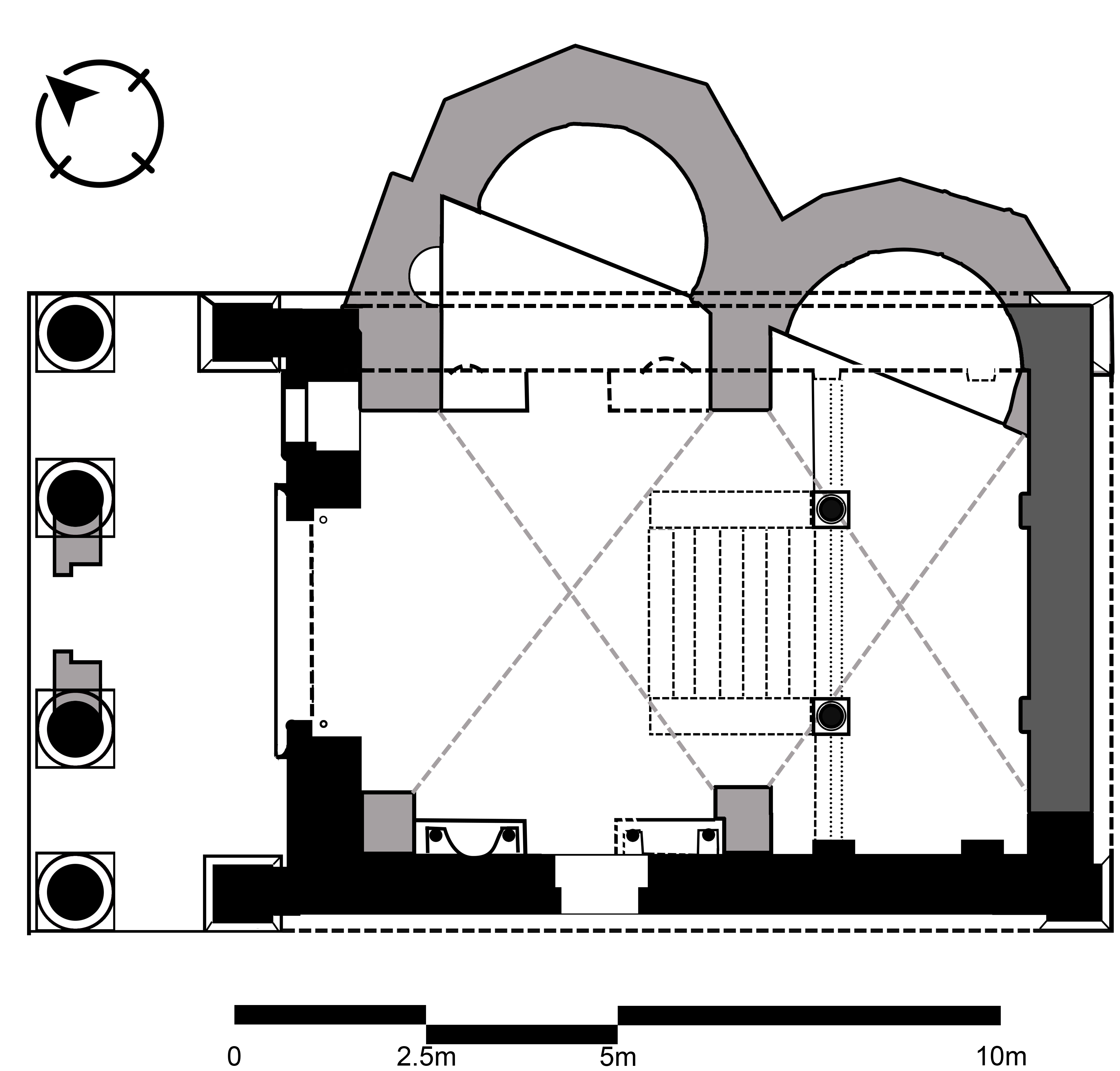
Plan des Tempels mit späteren Änderungen in grau

Der Tempel von Bziza ist ein gut erhaltener römischer Tempel im heutigen Libanon. Bziza ist ein Dorf im Norden des Landes im Distrikt Koura. Der Tempel wird heute als Saydet ‘Awamid (Notre-Dame-des-Colonnes) bezeichnet, was sich auf die in den Tempel gebaute Kirche bezieht, denn in byzantinischer Zeit ist der Bau in eine Kirche umgewandelt worden. Die Tempelruine war westlichen Reisenden seit der ersten Hälfte des 19. Jahrhunderts bekannt und ist mehrmals von frühen Reisenden gezeichnet worden. Der Tempel war wahrscheinlich dem Azizu geweiht. Der Name des Gottes ist durch keine Inschrift am Tempel belegt, doch wurde er von Ernest Renan aus dem Ortsnamen Bziza erschlossen. Daniel Krencker und Willy Zschietzschmann untersuchten den Tempel zu Beginn des 20. Jahrhunderts. 1965 wurde der Tempel von Haroutune Kalayan vollständig freigelegt, der vor allem das Podium entdeckte, auf dem der Tempel steht.
Die nach Nordwesten ausgerichtete Fassade des Tempels ist mit vier ionischen Säulen (Tetrastylos) dekoriert. Der Tempel steht auf einem Podium, das über eine Treppe betreten werden kann. Der Pronaos ist an beiden Seiten von Anten flankiert. Bis auf eine handelt es sich bei den Säulen um Monolithen. Die Kapitelle haben stilistisch Parallelen in Anatolien und Syrien, die wiederum ins 2. Jahrhundert n. Chr. datieren. Der Türsturz und die Türpfosten sind mit Reliefs dekoriert, die florale Motive zeigen. Die Südwestwand im Inneren weist zwei Nischen auf, die einst von jeweils zwei kleinen Säulen flankiert waren. Die Rückseite des Inneren hat ein Adyton, das über eine Treppe betreten werden kann.
In byzantinischer Zeit wurde der Tempel in eine Kirche umgewandelt. Die Säulen an der Front wurden zugemauert und in die Südwestwand wurde eine Tür eingebrochen. Die Wand des Adyton wurde niedergerissen.
Die Apsis von Kirchen ist in der Regel nach Osten orientiert, vor allem im byzantinischen Reich. Deshalb wurde für den Bau der Kirche die Nordostwand des Tempels eingerissen, um zwei Apsiden einzubauen.
Der Tempel erscheint auf diversen Briefmarken aus dem Libanon.